# Курголово (Волосовский район)
Ку́рголово (фин. Korpikylä) — деревня в Клопицком сельском поселении Волосовского района Ленинградской области.

## История
Деревня Корколово упоминается на карте Санкт-Петербургской губернии Ф. Ф. Шуберта 1834 года.
На карте Ф. Ф. Шуберта 1844 года она обозначена как деревня Карколово.
В пояснительном тексте к этнографической карте Санкт-Петербургской губернии П. И. Кёппена 1849 года она записана как деревня Korpikylä (Куркулово или Корколово), входящая в состав имения Muratta-Grebla (Муратово), и указано количество её жителей на 1848 год: савакотов — 23 м. п., 37 ж. п., всего 60 человек.
Согласно 10-й ревизии 1856 года крестьяне деревни Курголово были государственными.

КУРГАЛОВО — деревня Ведомства государственного имущества, по просёлочной дороге, число дворов — 8, число душ — 23 м. п. (1856 год)

Согласно «Топографической карте частей Санкт-Петербургской и Выборгской губерний» 1860 года, деревня называлась Курголова и состояла из 7 крестьянских дворов, к западу от деревни находился дом лесника.

КУРГАЛОВО — деревня казённая при колодах и пруде, по левую сторону Самрянской дороги в 50 верстах от Петергофа, число дворов — 7, число жителей: 17 м. п., 19 ж. п. (1862 год)

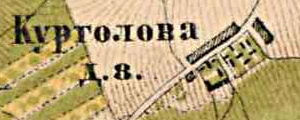
План деревни Курголово. 1885 год

Согласно карте окрестностей Санкт-Петербурга, в 1885 году деревня называлась Курголова и состояла из 8 крестьянских дворов.
В конце XIX века деревня административно относилась к Губаницкой волости 1-го стана Петергофского уезда Санкт-Петербургской губернии, в начале XX века — 2-го стана. Население деревни было исключительно финским.
К 1913 году количество дворов в деревне увеличилось до 9.
С 1917 по 1923 год деревня Курголово входила в состав Везиковского сельсовета Губаницкой волости Петергофского уезда.
С 1923 года в составе Троцкого уезда.
Согласно данным переписи населения СССР 1926 года в деревне Кургелево проживали 89 человек — все финны, кроме одной русской семьи.
С февраля 1927 года в составе Венгиссаровской волости. С августа 1927 года в составе Волосовского района.
С 1928 года в составе Горского сельсовета. В 1928 году население деревни Курголово также составляло 89 человек.

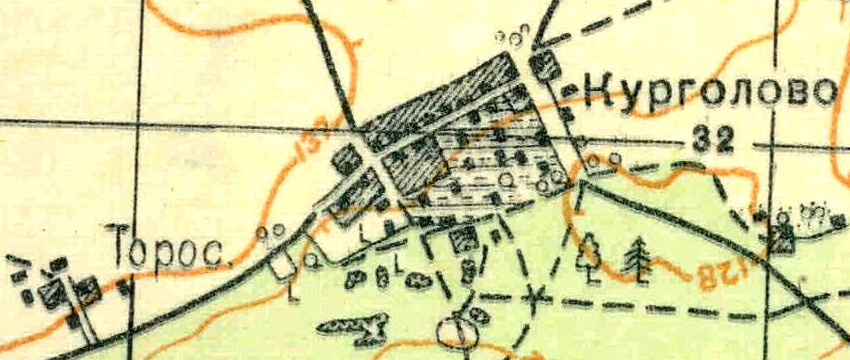
План деревни Курголово. 1931 год

Согласно топографической карте 1931 года деревня насчитывала 32 двора.
По данным 1933 года, деревня называлась Кургалово и входила в состав Горского сельсовета Волосовского района.
C 1 августа 1941 года по 31 декабря 1943 года деревня находилась в оккупации.
С 1950 года в составе Губаницкого сельсовета.
С 1963 года в составе Кингисеппского района.
С 1965 года вновь в составе Волосовского района. В 1965 году население деревни Курголово составляло 135 человек.
По административным данным 1966, 1973 и 1990 годов деревня Курголово также входила в состав Губаницкого сельсовета.
В 1997 году в деревне Курголово проживали 34 человека, деревня входила в Губаницкую волость, в 2002 году — 38 человек (русские — 76 %).
В 2007 году в деревне Курголово проживали 34 человека.
В мае 2019 года Губаницкое и Сельцовское сельские поселения вошли в состав Клопицкого сельского поселения.

## География
Деревня расположена в северо-восточной части района на автодороге 41К-353 (Торосово — Курголово).
Расстояние до административного центра поселения — 6 км.
Расстояние до ближайшей железнодорожной станции Волосово — 12 км.

## Демография
| 1862 | 2002 | 2007 | 2010 | 2017 |
| ---- | ---- | ---- | ---- | ---- |
| 36   | ↗38  | ↘34  | ↘27  | ↗61  |

### Национальный состав
Согласно данным Всероссийской переписи населения 2021 года в деревне проживали 57 человек, из них:
 русские — 51, азербайджанцы — 2, украинцы — 2, грузины — 1, другие национальности — 1 человек.

## Улицы
переулок Пекколово.